# Barghe
Barghe és un municipi italià de la província de Brescia, a la regió de Llombardia.